# Коромисла
Коромисла (Aeschnidae) — родина бабок підряду різнокрилих (Anisoptera). Представники цієї родини є найбільшими бабками в фауні України і Європи та одними з найбільших у світі.

## Характерні риси
Довжина тіла імаго може досягати 78 мм, а розмах крил — до 110 мм (у дозорця-імператора). Забарвлення строкате і помітне, сильно варіює в межах родини.

## Роди
- Acanthaeschna
- Adversaeschna
- Aeschnophlebia
- Коромисло (Aeshna)
- Agyrtacantha
- Allopetalia
- Amphiaeschna
- Anaciaeschna
- Дозорець (Anax)
- Andaeschna
- Antipodophlebia
- Austroaeschna
- Austrogyncantha
- Austrophlebia
- Basiaeschna
- Boyeria
- Лучний короткочеревець (Brachytron)
- Caliaeschna
- Castoraeschna
- Cephalaeschna
- Coryphaeschna
- Dendroaeschna
- Epiaeschna
- Gomphaeschna
- Gynacantha
- Gynacanthaeschna
- Heliaeschna
- Hemianax
- Indaeschna
- Nasiaeschna
- Limnetron
- Linaeschna
- Nasiaeschna
- Neuraeschna
- Notoaeschna
- Oligoaeschna
- Oplonaeschna
- Oreaeschna
- Periaeschna
- Petaliaeschna
- Planaeschna
- Plattycantha
- Polycanthagyna
- Racenaeschna
- Remartinia
- Rhionaeschna
- Sarasaeschna
- Spinaeschna
- Staurophlebia
- Subaeschna
- Telephlebia
- Tetracanthagyna
- Triacanthagyna

## Ресурси Інтернету
- List of Anisoptera of the World

| Ентомологія | Це незавершена стаття з ентомології. Ви можете допомогти проєкту, виправивши або дописавши її. |